# نائوکو اوگیگامی
نائوکو اوگیگامی (انگلیسی: Naoko Ogigami؛ زادهٔ ۱۵ فوریهٔ ۱۹۷۲) کارگردان، فیلم‌نامه‌نویس و فیلم‌بردار اهل ژاپن است.